# Textile Kette

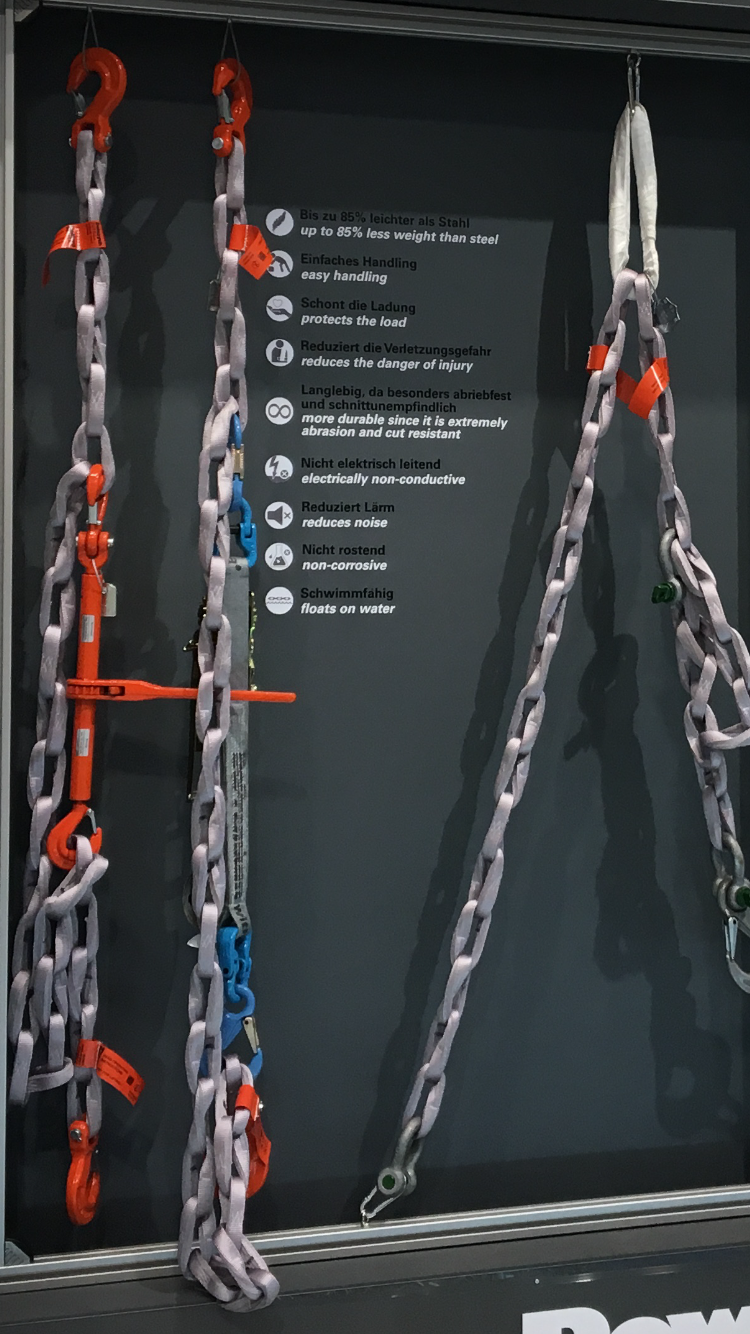
Zwei textile Zurrketten und eine textile Anschlagkette auf der A+A Messe in Düsseldorf.

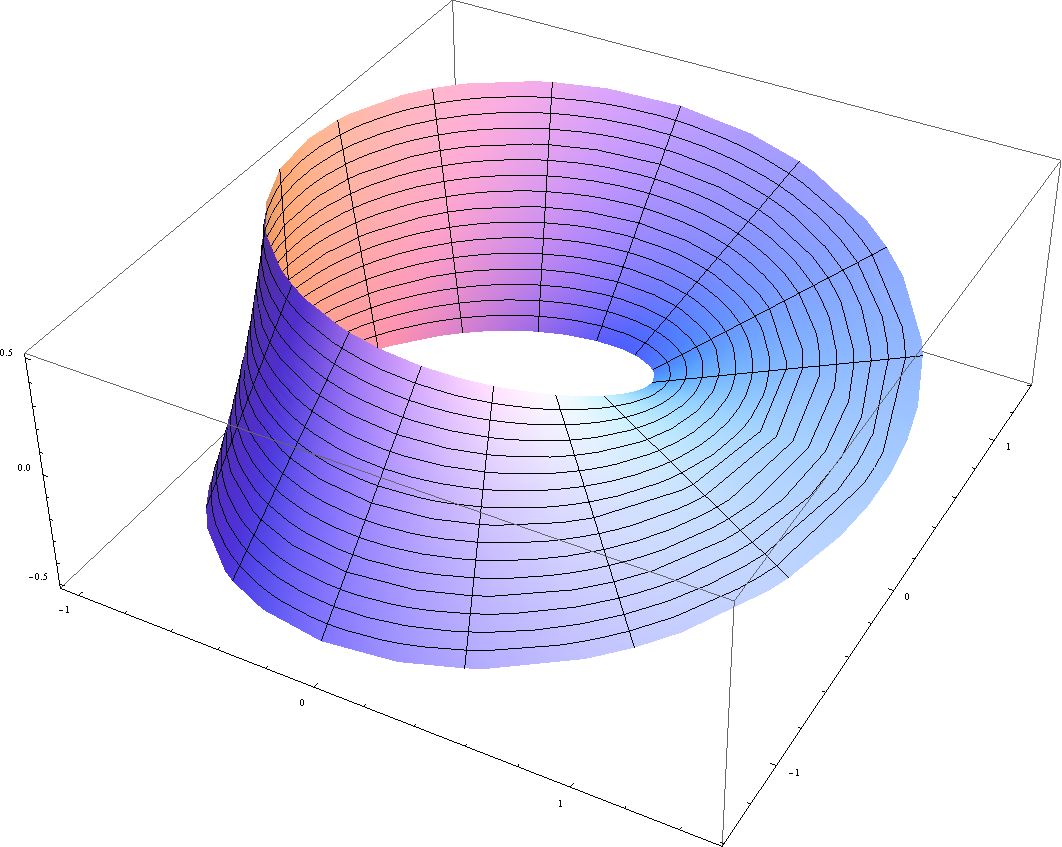
Möbiusband

Eine textile Kette ist eine aus achtlagigen Gurtbandkettengliedern bestehende Kette. Die textilen Kettenglieder bestehen aus der UHMWPE- (Ultra-High-Molecular-Weight Polyethylene) Faser, die als „Dyneema, the worlds strongest fiber“ vermarktet wird.

## Anwendung
Eine textile Kette kann – wie eine Stahlkette auch – als Zurrkette zum Sichern von Ladung oder als Anschlagkette zum Heben von Lasten benutzt werden.

## Faser
Die patentierte Dyneema-Faser hat eine hohe Festigkeit aufgrund ihrer Herstellungsweise durch Gelextrusionsspinnen. Durch die Herstellung der Kettenglieder mit der Dyneema-Faser ist eine textile Kette stärker bei gleichem Gewicht bzw. leichter bei der gleichen Festigkeit als alternative Produkte wie z. B. Stahlketten.

## Kettenglieder
Die Kettenglieder einer textilen Kette bestehen aus gewickelten achtlagigen Möbiusbändern. Ein Möbiusband ist eine sogenannte einseitige Fläche, die entsteht, indem man gegenüberliegende Streifen verdreht und dann zusammenfügt.
Bei einem Dyneema-Kettenglied wird das Gurtband achtfach in die Form eines Möbiusbandes gelegt und dann vernäht.
Die Kettenglieder haben aufgrund der Möbiuslegeweise kein oben und unten und keinen inneren und äußeren Ring. Durch die Legeweise ist die absolute Länge der einzelnen Lagen gleich, was zu einer Verringerung der relativen Belastungsunterschiede führt. Das führt wiederum zu einer hohen Bruchfestigkeit einer textilen Kette.

## Vergleich mit Stahlkette
Die Vorteile einer textilen Kette gegenüber einer Stahlkette bestehen in einem geringeren Eigengewicht, der Schonung der Last oder Ladung und einer geringeren Verletzungsgefahr. Textile Ketten schwimmen auf Wasser, rosten nicht und sind abrieb- und schnittunempfindlich.
Die Vorteile von Stahlketten bestehen in der höheren Widerstandsfähigkeit an scharfen Kanten und bei extremer Hitzeeinwirkung.